# Alex Staropoli
Alex Staropoli, né Alessandro Staropoli le 9 janvier 1970 à Trieste, est un musicien italien. Il est connu pour être le claviériste et le cofondateur du groupe de metal symphonique Rhapsody of Fire. 

## Biographie
Alessandro Staropoli est né le 9 janvier 1970 à Trieste, en Italie. En 1978, il obtient son premier piano et commence à en apprendre les bases. Il a un frère, Manuel, né le 28 janvier 1978 et qui jouera un rôle futur dans Rhapsody of Fire, en tant que flûtiste. 
En 1982, du fait de son caractère têtu, Alex perd de plus en plus l'envie de jouer du piano à cause d'un conflit entre lui et son professeur, trop strict.  
En 1985, il achète son premier synthétiseur. Équipé de son nouvel instrument, il reprend les cours de piano en 1986, ayant maintenant terminé sa «mauvaise phase». 
En 1993, avec Luca Turilli, Alex Staropoli fonde le groupe Thundercross, qui changera de nom en 1995 pour devenir Rhapsody, puis Rhapsody of Fire. À la suite du départ de Luca Turilli en 2011, Alex décide de continuer avec Rhapsody of Fire, ce qui fait qu'il est le dernier membre présent depuis le début.

## Discographie

### Rhapsody of Fire
- 1997 - Legendary Tales
- 1998 - Symphony of Enchanted Lands
- 2000 - Dawn of Victory
- 2001 - Rain of a Thousand Flames
- 2002 - Power of the Dragonflame
- 2004 - Symphony of Enchanted Lands II: The Dark Secret
- 2006 - Live in Canada 2005 - The Dark Secret
- 2006 - Triumph or Agony
- 2010 - The Frozen Tears of Angels
- 2011 - The Cold Embrace Of Fear
- 2011 - From Chaos To Eternity
- 2013 - Dark Wings of Steel
- 2016 - Into the Legend
- 2019 - The Eighth Mountain